# NGC 543
NGC 543 је елиптична галаксија у сазвежђу Кит која се налази на NGC листи објеката дубоког неба.
Деклинација објекта је - 1° 17' 33" а ректасцензија 1h 25m 50,0s. Привидна величина (магнитуда) објекта NGC 543 износи 13,3 а фотографска магнитуда 14,3. Налази се на удаљености од 61,773 милиона парсека од Сунца. NGC 543 је још познат и под ознакама MCG 0-4-138, CGCG 385-130, DRCG 7-53, PGC 5311.